# Eleição municipal de Colatina em 2016
A eleição municipal de Colatina em 2016 foi realizada para eleger um prefeito, um vice-prefeito e 15 vereadores no município de Colatina, no estado brasileiro do Espírito Santo. Foram eleitos Sérgio Meneguelli e Pedro Guilherme Ribeiro para os cargos de prefeito(a) e vice-prefeito(a), respectivamente. Seguindo a Constituição, os candidatos são eleitos para um mandato de quatro anos a se iniciar em 1º de janeiro de 2017. A decisão para os cargos da administração municipal, segundo o Tribunal Superior Eleitoral, contou com 88 077 eleitores aptos e 17 555 abstenções, de forma que 19.93% do eleitorado não compareceu às urnas naquele turno.

## Antecedentes
Nas eleições municipais de 2012, o candidato a reeleição Leonardo Deptulski, com 63,81% dos votos válidos, derrotou o candidato Josias Mario da Vitoria, com 36,19% dos votos. Após o fim do mandato, em 2017, teve seus bens bloqueados por por conta de improbidade administrativa pelo MPES. Em 2018, Leonardo se candidatou a Deputado Federal do Espírito Santo pelo PDT, porém, recebeu apenas 0,09% dos votos e não foi eleito.

## Campanha
Natural de São Gabriel de Palha, Noroeste do Espírito Santo, Sergio Meneguelli foi eleito com 30,24% dos votos e prometeu em sua campanha uma gestão "voltada para as gerações futuras", unido a  grupos de estudantes e com apoio do Governo Federal e Estadual. Sérgio Meneguelli disse ao ser eleito que será chamado até de "prefeito pão duro", pois pretende "economizar até gota d'água. Desde a campanha, Meneguelli não fez nenhuma coligação e gastou somente 26 mil, abaixo dos padrões para uma eleição municipal.[carece de fontes?]

## Resultados

### Eleição municipal de Colatina em 2016 para Prefeito
A eleição para prefeito contou com 8 candidatos em 2016: Alcenir Coutinho do Progressistas, Luciano Carlos Merlo do Solidariedade (partido político), José Tadeu Marino do Partido Socialista Brasileiro, Cirilo de Tarso Batista do Partido Social Democrático (2011), Gesse Pereira de Andrade do Avante, Jan Christoph Lima da Silva do Partido Renovador Trabalhista Brasileiro, Sérgio Meneguelli do Movimento Democrático Brasileiro (1980), Iracelio Lomes Coelho do Partido Socialismo e Liberdade que obtiveram, respectivamente, 4 329, 14 125, 14 475, 10 884, 1 210, 0, 19 689, 406 votos. O Tribunal Superior Eleitoral também contabilizou 19.93% de abstenções nesse turno.
| Candidato(a)                       | Vice                                   | Coligação                                                | Votos recebidos | Percentual |
| ---------------------------------- | -------------------------------------- | -------------------------------------------------------- | --------------- | ---------- |
| Sergio Meneguelli (MDB)            | Pedro Guilherme Ribeiro                | Movimento Democrático Brasileiro (sem coligação)         | 19689           | 30.24%     |
| José Tadeu Marino (PSB)            | Luiz Antonio Murad                     | Juntos Por uma Colatina Melhor                           | 14475           | 22.23%     |
| Luciano Carlos Merlo (SD)          | Valkineria Cristina Meirelles Bussular | Com Solidariedade a Gente Muda Colatina                  | 14125           | 21.69%     |
| Cirilo de Tarso Batista (PSD)      | Henrique Soares Macedo                 | Renova Colatina                                          | 10884           | 16.71%     |
| Alcenir Coutinho (PP)              | Sebastião Demuner                      | Amor pela Nossa Cidade                                   | 4329            | 6.65%      |
| Gesse Pereira de Andrade (AVANTE)  | Diomar Bichi                           | Avante (sem coligação)                                   | 1210            | 1.86%      |
| Iracelio Lomes Coelho (PSOL)       | Maria do Carmo Oliveira Cossi          | Partido Socialismo e Liberdade (sem coligação)           | 406             | 0.62%      |
| Jan Christoph Lima da Silva (PRTB) | Solivan Alves dos Santos               | Partido Renovador Trabalhista Brasileiro (sem coligação) | 0               | 0%         |

### Eleição municipal de Colatina em 2016 para Vereador
Na decisão para o cargo de vereador na eleição municipal de 2016, foram eleitos 15 vereadores com um total de 64 768 votos válidos. O Tribunal Superior Eleitoral contabilizou 2 814 votos em branco e 2 940 votos nulos. De um total de 88 077 eleitores aptos, 17 555 (19.93%) não compareceram às urnas.
| Nome                         | Partido político                         | Coligação                               | Votos recebidos | Percentual |
| ---------------------------- | ---------------------------------------- | --------------------------------------- | --------------- | ---------- |
| Jolimar Barbosa da Silva     | Solidariedade (SD)                       | Com Solidariedade a Gente Muda Colatina | 2019            | 3.12%      |
| Renann Bragatto Gon          | Partido Humanista da Solidariedade (PHS) | Unidos por Colatina                     | 1967            | 3.04%      |
| Juarez Vieira de Paula       | Partido Humanista da Solidariedade (PHS) | Unidos por Colatina                     | 1663            | 2.57%      |
| Jorge Luiz Guimaraes         | Partido Social Democrático (PSD)         | Avança Colatina                         | 1595            | 2.46%      |
| Felippe Coutinho Martins     | Partido Social Democrático (PSD)         | Avança Colatina                         | 1577            | 2.43%      |
| Adeuir Francisco Rosa        | Partido Democrático Trabalhista (PDT)    | Avança Colatina                         | 1505            | 2.32%      |
| Eliesio Braz Bolzani         | Partido Progressista (PP)                | Colatina é Mais                         | 1434            | 2.21%      |
| Marlucio Pedro do Nascimento | Partido Socialista Brasileiro (PSB)      | Unidos Para Renovar                     | 1362            | 2.1%       |
| Charles Henrique Luppi       | Partido Socialista Brasileiro (PSB)      | Unidos Para Renovar                     | 1213            | 1.87%      |
| Wady Jose Jarjura            | Partido Popular Socialista (PPS)         | Todos por Colatina                      | 1158            | 1.79%      |
| Jose Luiz Muniz Araujo       | Solidariedade (SD)                       | Com Solidariedade a Gente Muda Colatina | 1153            | 1.78%      |
| Wanderson Ferreira da Silva  | Solidariedade (SD)                       | Com Solidariedade a Gente Muda Colatina | 926             | 1.43%      |
| Zaqueu Alves Pereira         | Partido Popular Socialista (PPS)         | Todos por Colatina                      | 858             | 1.32%      |
| Audréya Mota França Bravo    | Solidariedade (SD)                       | Com Solidariedade a Gente Muda Colatina | 849             | 1.31%      |
| Juarez Fadini                | Partido Progressista (PP)                | Colatina é Mais                         | 517             | 0.8%       |

## Análise
O atual prefeito de Colatina já havia ocupado outros cargos públicos. Foi Presidente da Câmara de Colatina, economizando no cargo 2 milhões de reais que seriam aplicados em cultura e educação posteriormente, além de vereador por 12 anos, onde aprovou medidas favoráveis ao Passe Livre do idoso no transporte público e outras políticas inclusivas. Tem como bandeira uma política voltada para o futuro e para melhor qualidade de vida.[carece de fontes?]